# Constante Bonfils
Constante Guilberto Bonfils y Michaut (19 de febrero de 1912, Paraná, provincia de Entre Ríos - 6 de enero de 1994, Buenos Aires) fue un agrónomo, profesor y edafólogo argentino. Fue un especialista de los suelos de la región pampeana, escribiendo además sobre aquellos del delta del río Paraná, y de la provincia de Santa Fe.

## Biografía
Se recibió de ingeniero agrónomo en la Facultad de Agronomía de la Universidad de Buenos Aires.
Desarrolló gran parte de su carrera en el "Instituto de Suelos y Agrotecnia" (hoy Departamento de Suelos) del Instituto Nacional de Tecnología Agropecuaria, con sede en calle Cerviño.
Fue profesor titular de la Cátedra de Edafología de la "Facultad de Ciencias Agrarias" de la Universidad Nacional de Rosario.
Casado con Honoria Gahan y Gutiérrez, teniendo tres hijos: Emma Clemencia, Carlos Alberto, Silvia Inés.

## Obra
- 1984. Suelos y erosión de la provincia de Entre Ríos. 2 v. Ed. INTA. Paraná
- 1981. Suelos del centro sur de la provincia de Santa Fe. FCA, UNR
- 1970. Los recursos edáficos. Bol. Soc. Arg. de Botánica Bs. As., 11, suplemento
- 1966. Rasgos principales de los suelos pampeanos. Publ. 97. Ed. INTA. 65 pp.
- 1962. Los suelos del Delta del Río Paraná. factores generadores, clasificación y uso. Publ. 82. Departamento de Suelos. Ed. INTA
- 1964. Jongerius, A.; Bonfils, C.G. Micromorfología de un suelo negro grumosólico de la provincia de Entre Ríos. Publ. 87. Instituto de Suelos y Agrotecnia. INTA. Instituto de Suelos y Agrotecnia. Castelar. pp. 33-53. Separata RIA, serie 3, v. 1, N.º 2

- Datos: Q2894234